# 英仙座DY型變星
英仙座DY型變星是北冕座R型變星 (RCB) 的子分類。它們是在漸近巨星分支 (AGB恆星) 中富含碳，顯示出是脈動變星和不規則的北冕座R型變星。 
英仙座DY 是這一類型變星的原型。